# Varanus reisingeri
Espèce
Statut CITES
Varanus reisingeri est une espèce de sauriens de la famille des Varanidae.

## Répartition
Cette espèce est endémique de l'île de Misool dans les îles Raja Ampat en Indonésie.

## Étymologie
Cette espèce est nommée en l'honneur de Manfred Reisinger.

## Publication originale
- Eidenmüller & Wicker, 2005 : Eine weitere neue Waranart aus dem Varanus prasinus-Komplex von der Insel Misol, Indonesien. Sauria, vol. 27, n. 1, p. 3-8 (texte intégral).